# Hillesjö
Hillesjö är en sjö i Ljungby kommun i Småland och ingår i Lagans huvudavrinningsområde. Sjön har en area på 0,149 kvadratkilometer och ligger 167 meter över havet. Vid provfiske har abborre, gädda och mört fångats i sjön.

## Delavrinningsområde
Hillesjö ingår i det delavrinningsområde (629134-134822) som SMHI kallar för Mynnar i Krokån. Medelhöjden är 173 meter över havet och ytan är 22,55 kvadratkilometer. Det finns ett avrinningsområde uppströms, och räknas det in blir den ackumulerade arean 24,66 kvadratkilometer. Trollabäcken som avvattnar avrinningsområdet har biflödesordning 3, vilket innebär att vattnet flödar genom totalt 3 vattendrag innan det når havet efter 79 kilometer. Avrinningsområdet består mestadels av skog (19 procent), öppen mark (12 procent) och sankmarker (61 procent). Avrinningsområdet har 0,15 kvadratkilometer vattenytor vilket ger det en sjöprocent på 0,7 procent.